# Рёнблик
Рёнблик (нем. Rhönblick) — община в Германии, в земле Тюрингия. 
Входит в состав района Шмалькальден-Майнинген.  Население составляет 2869 человек (на 31 декабря 2010 года). Занимает площадь 76,16 км².
Коммуна подразделяется на 10 сельских округов.

## Фотографии

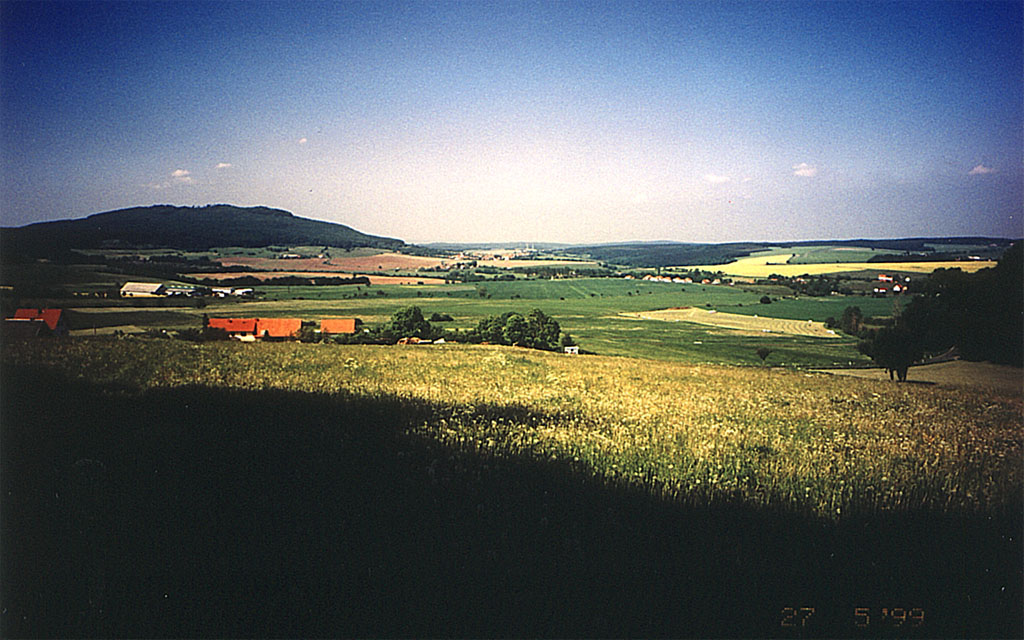
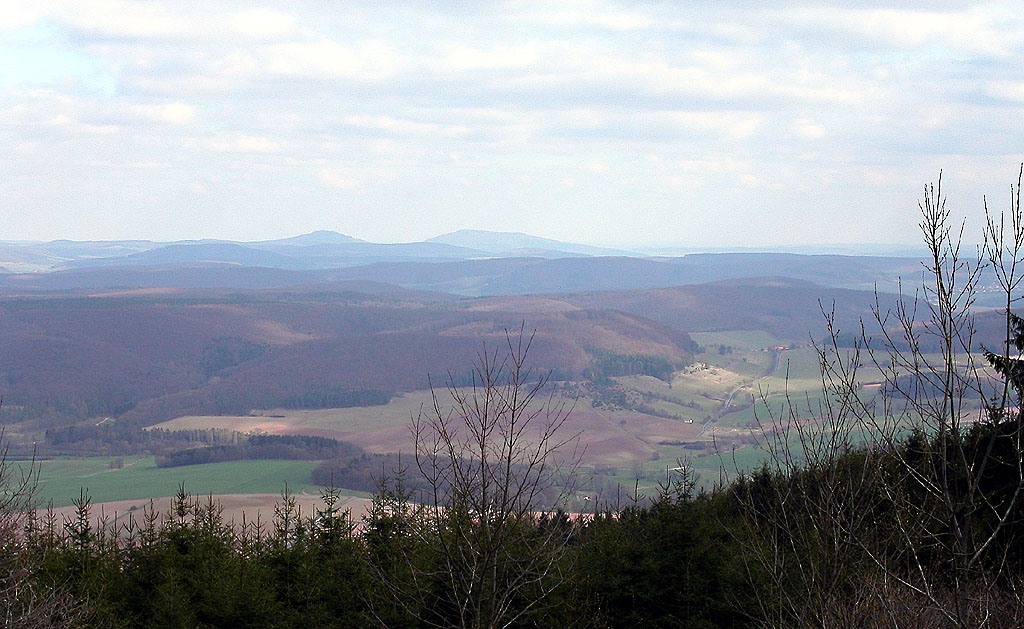
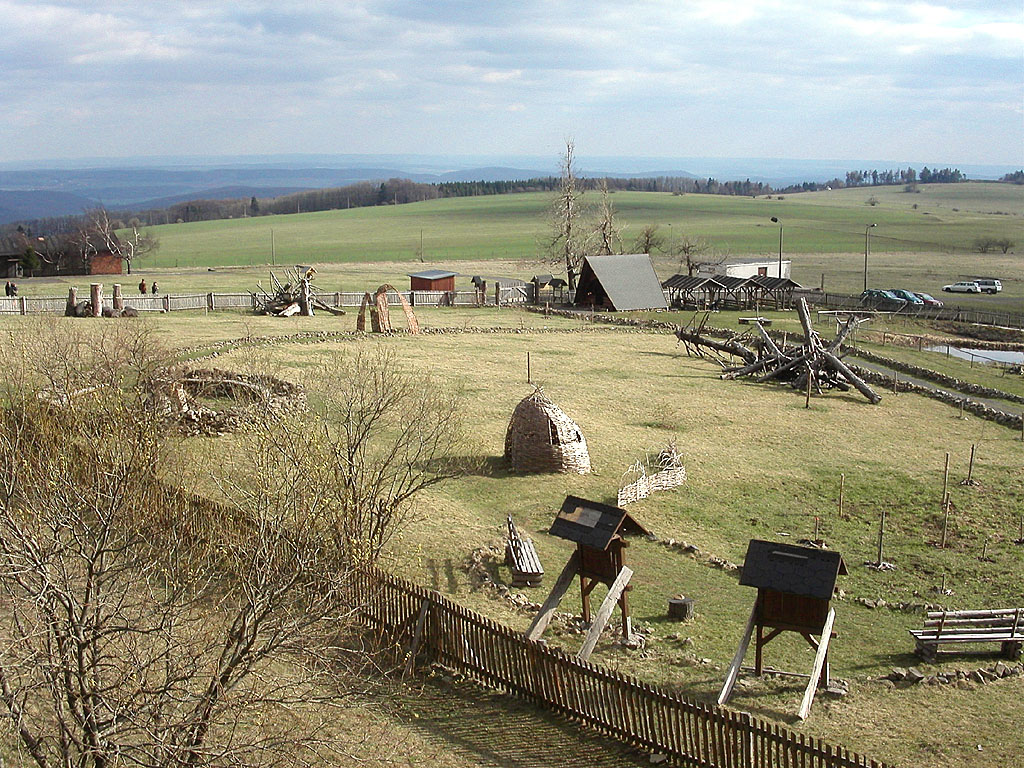
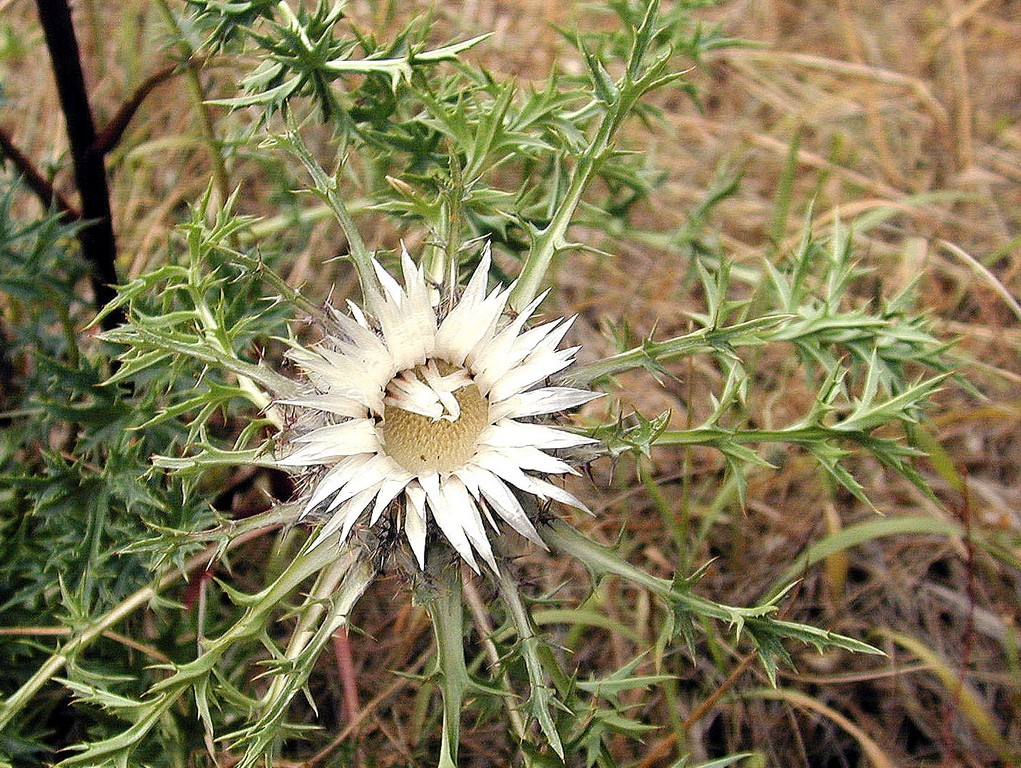